# Rhede
Rhede település Németországban, azon belül Észak-Rajna-Vesztfália tartományban. Lakosainak száma 19 837 fő (2023. december 31.).

## Népesség
A település népességének változása:
| Lakosok száma | 14 567 | 19 284 | 19 165 | 19 328 | 19 336 | 19 595 | 19 837 |
|               | 1975   | 2015   | 2017   | 2019   | 2021   | 2022   | 2023   |